# Die 80er Show
Die 80er Show war eine von Oliver Geissen moderierte zehnteilige Fernsehsendung von RTL. Sie war die erste von drei Retro-Shows bei RTL; es wurden in den beiden Folgejahren noch Die 70er Show und Die 90er Show ausgestrahlt. Produzent der Sendung war Günther Jauch.

## Konzept der Sendung
Jede Folge der Show widmete sich einem Jahr der 1980er Jahre, beginnend mit dem Jahr 1980. Vorgestellt wurden Ereignisse, Alltagsgegenstände, Trends sowie erfolgreiche Filme und Musiktitel des jeweiligen Jahres. Während der Sendung fand eine Gesprächsrunde zwischen dem Moderator und mehreren prominenten Studiogästen statt. Dabei ging es überwiegend um die Ereignisse und die Lebensart der 1980er Jahre, d. h. um die zeittypischen Lebensmittel, Frisuren, Tänze, Musik usw.
In der Sendung wurden Filmausschnitte und Videoclips kurz angespielt. In diese wurden Prominente eingeblendet, die das gezeigte Geschehen kommentierten. Dieser durch Einspielfilme geprägte Stil hat sich heute fest in der deutschen Fernsehlandschaft etabliert.

### Gäste
Zu Gast waren bekannte Personen aus Show, Politik und Sport. Neben Prominenten, die im Jahr 2002 besonders populär waren, waren dies insbesondere auch solche, die einen Bezug zu den 1980er Jahren oder den Ereignissen des vorgestellten Jahres hatten. Ein Teil der Studiogäste wurde auch in die eingespielten Filmausschnitte eingeblendet und kommentierten diese.
1. Sendung: Nena, Bastian Pastewka, Kai Pflaume
2. Sendung: Désirée Nosbusch, Günther Jauch
3. Sendung: Verona Feldbusch, Axel Schulz, Peter Behrens
4. Sendung: Hella von Sinnen, Pierre Littbarski, Claudia Roth
5. Sendung: No Angels, Atze Schröder, Ellen Soeters (Frau Antje)
6. Sendung: Dirk Bach, Ingolf Lück, Jochen Schröder, Jeanette Biedermann
7. Sendung: Dieter Bohlen, Thomas Anders, Karl Dall
8. Sendung: Frauke Ludowig, Norbert Blüm, Sandra
9. Sendung: Hans-Dietrich Genscher, Katarina Witt, Henry Maske
10. Sendung: Hape Kerkeling, Tina Ruland, Eddie the Eagle

1. Special: Sasha, Markus, Andrea Kiewel
2. Special: Otto Waalkes, Toni Schumacher, Radost Bokel
3. Special: Mike Krüger, Sarah Connor, Mirco Nontschew
4. Special: Anke Engelke, Sebastian Krumbiegel, Tobias Künzel, Michael Groß

## Erfolg
Die ab Anfang April 2002 freitags nach Wer wird Millionär? ausgestrahlte Show erreichte im Schnitt sechs Millionen Zuschauer und gilt damit als überaus erfolgreich. Nach den zehn regulären Sendungen folgten ein Best-of und Ende 2002 vier Specials, 2003 ein weiteres Best-of. Die Sendung löste eine Welle sogenannter „Retro-Shows“ im deutschen Fernsehen aus, die das Showkonzept dieser Sendung nachahmten. Stilbildend waren zudem die von Prominenten kommentierten Einspieler, die bis heute in einer Vielzahl vergleichbarer Retro- und Ranking-Show-Formate Verwendung finden.

## Auszeichnungen
- Deutscher Fernsehpreis 2002: Beste Unterhaltungssendung des Jahres und Beste Unterhaltungsmoderation
- Leserpreis der Goldenen Kamera für das originellste Showkonzept[1]